# Copidognathus gracilipes
Copidognathus gracilipes är en spindeldjursart som först beskrevs av Édouard Louis Trouessart 1889.  Copidognathus gracilipes ingår i släktet Copidognathus, och familjen Halacaridae. Arten är reproducerande i Sverige.